# 102 dálmatas
102 Dálmatas (título original en inglés: 102 Dalmatians) es una película de comedia y familiar británica-estadounidense del año 2000, dirigida por Kevin Lima y producida por Walt Disney Productions, Cruella Production y Kanzaman S.A.M. Films. Se trata de una secuela de la película de acción real 101 dálmatas de 1996.
La película fue protagonizada por Glenn Close, quien repite nuevamente el personaje de Cruella De Vil, en esta ocasión, recién salida de la cárcel bajo el seguimiento de una supervisora judicial, pero, no tarda en querer crear nuevamente un abrigo de piel de perros dálmatas. También contó con las actuaciones de Alice Evans, Ioan Gruffudd, Tim McInnerny y la participación de Gerard Depardieu. Close y McInnerny fueron los únicos dos actores de la película de 1996 que regresaron para la secuela.
Después de su lanzamiento, la película recibió críticas generalmente negativas  y recaudó un total de 183,6 millones de dólares en todo el mundo con un presupuesto de 85 millones de dólares, convirtiéndose en una decepción de taquilla, aunque la película fue nominada al Premio Óscar al Mejor Diseño de Vestuario.
Una película de reinicio en su propia continuidad, Cruella, se estrenó el 28 de mayo de 2021, con Emma Stone en el papel principal y Close siendo productora ejecutiva del filme.

## Argumento
Después de tres años en prisión, Cruella de Vil ha sido curada de su deseo de abrigos de piel por el Dr. Pavlov. Es puesta en libertad condicional, pero se le advierte que si rompe la libertad condicional se verá obligada a pagar el resto de su fortuna, unos ocho millones de libras, a todos los refugios para perros en Westminster. Cruella, por lo tanto, repara su relación laboral con su asistente Alonzo, y le pide que guarde todos sus abrigos de piel en una habitación. La oficial de libertad condicional de Cruella, Chloe Simon, es la propietaria de Dipstick ("Rabito" en el doblaje para Latinoamérica, uno de los 101 originales, comprado en la plantación dálmata de Roger y Anita Dearly en la primera película) y sospecha que Cruella atacará de nuevo.
La compañera de Dipstick, Dottie, da a luz a tres cachorros: Domino, Little Dipper y Oddball, que parece ser una albina y comienza a sentirse cohibida por su falta de manchas a medida que crece. Cruella compra el refugio para perros Second Chance, propiedad de Kevin Shepherd, y lo salva de la insolvencia para restaurar su reputación. Mientras tanto, el Dr. Pavlov descubre que cuando los pacientes de su terapia son sometidos a ruidos fuertes, en especial el de las campanadas del Big Ben, vuelven a sus estados originales, pero guarda el secreto. Inevitablemente, cuando el Big Ben suena en su presencia, Cruella vuelve a su antigua personalidad. 
Cruella regresa a su mansión para tomar sus pieles y se encuentra con el diseño de su abrigo de dálmata así es como solicita la ayuda de su mayordomo y el peletero francés Jean-Pierre LePelt para robar cachorros dálmatas para un nuevo abrigo de piel con capucha, modificando específicamente el diseño original para usar a los niños de Dipstick.
Durante una cita nocturna juntos, Kevin le dice a Chloe que, si Cruella viola su libertad condicional, toda su fortuna irá a él, ya que su refugio para perros es el único que opera actualmente en Westminster. Sabiendo esto, Cruella tiene a Kevin incriminado por el robo de los primeros 99 cachorros que toma Le Pelt, también explotando el hecho de que Kevin tiene un historial previo de siestas de perros. Ella invita a Chloe y Dipstick a su casa para una cena, para engañarlos mientras LePelt se roba a Dottie y sus tres cachorros. Dipstick se apresura a regresar al apartamento y se esconde en la camioneta de LePelt, pero luego es capturado en la estación de tren. Chloe corre a casa para salvar a sus mascotas, pero llega demasiado tarde. A ella se une Kevin, quien escapó de la prisión con la ayuda de sus perros y una guacamaya roja parlante llamado Garcilazo (que se cree un perro). Kevin explica que su condena anterior fue por sacar a los animales de un laboratorio, donde estaban siendo utilizados para experimentos.
Al encontrar un boleto para el Venice-Simplon Orient Express a París que le dejó LePelt, Kevin y Chloe intentan detener a Cruella y LePelt antes de subir al tren pero no lo logran. Albina y Garcilazo logran subir a bordo del tren, y Kevin y Chloe los siguen a París, donde liberan a los perros antes de ser descubiertos y encerrados en un sótano. Cruella persigue a los cachorros sola, mientras que Alonzo, después de haber sido regañado más allá de su paciencia, derrota a LePelt y libera a Kevin y Chloe. Luego persiguen a Cruella hasta una pastelería y descubren que los cachorros, liderados por Albina, hacen que Cruella tropiece por toda la pastelería para que se hornee en un pastel enorme. Cruella sobrevive y ella y LePelt son arrestados.
Días más tarde, Kevin y Chloe, el primero exonerado de la acusación de robo, regresan a Londres y el propio Alonzo les otorga personalmente los restos de la fortuna de Cruella. El pelaje de Albina finalmente desarrolla algunas pequeñas manchas, para sorpresa de todos.

## Reparto
| Actor            | Personaje                                                                                        |
| ---------------- | ------------------------------------------------------------------------------------------------ |
| Glenn Close      | Cruella de Vil                                                                                   |
| Alice Evans      | Chloe Simmons                                                                                    |
| Ioan Gruffudd    | Kevin Sheperd                                                                                    |
| Gérard Depardieu | Jean-Pierre Le Pelt                                                                              |
| Tim McInnerny    | Alonzo                                                                                           |
| Eric Idle        | Voz del guacamayo verde y rojo Waddlesworth En el doblaje para Latinoamérica llamado "Garcilaso" |
| Carol MacReady   | Agnes Wilford                                                                                    |
| Ben Crompton     | Ewan                                                                                             |
| Ian Richardson   | Señor Torte                                                                                      |
| David Horovitch  | Doctor Pavlov                                                                                    |
| Jim Carter       | Detective Armstrong                                                                              |
| Timothy West     | Juez                                                                                             |
| Ron Cook         | Señor Button                                                                                     |
| Kerry Shale      | Asistente de Le Pelt                                                                             |
| Tony Bluto       | Reparador de la fotocopiadora                                                                    |
| Tessa Vale       | Mujer en la boletería                                                                            |
| Hugh Futcher     | Guardafrenos                                                                                     |
| Natalie Portman  | Mujer dálmata en la calle                                                                        |

## Producción

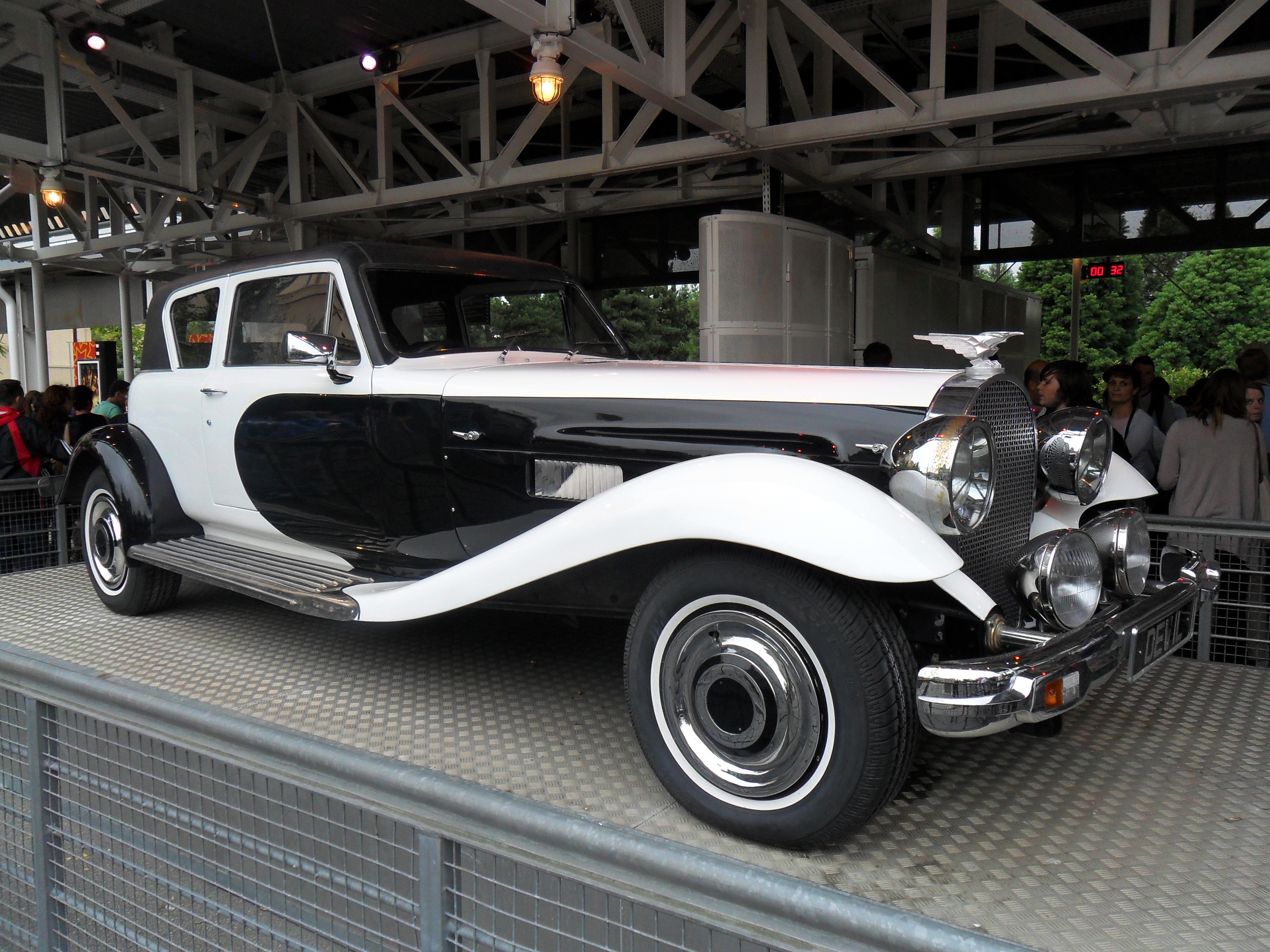
Un Panther De Ville utilizado para la película y conducido por Cruella de Vil.

El primer título provisional fue 101 El regreso de los dálmatas. La producción comenzó en diciembre de 1998 y terminó a mediados de noviembre de 1999 sin el uso de John Hughes , quien escribió y produjo la película de 1996 , debido al fracaso crítico de Flubber y al cierre de Great Oaks Entertainment. 
La película estaba programada para estrenarse el 30 de junio de 2000, pero se retrasó hasta el 22 de noviembre. El avance de la película se lanzó el mismo mes en que se estrenó en 1999 y muestra imágenes de archivo de The Shawshank Redemption. La prisión de Oxford se utilizó para la escena en la que Cruella salía de la prisión. El avance apareció en los cines antes de Toy Story 2 y Stuart Little , así como del lanzamiento del video casero de Music of the Heart. 
102 Dálmatas se rodó parcialmente en París. El 7 de noviembre, Disney lanzó la banda sonora de la película, incluyendo, de manera preeminente, una versión de " Puppy Love " de Paul Anka (cantada por Myra )  y canciones originales: "What Can" de Mike Himelstein. "What Can a Bird Do?" (con la voz de Jeff Bennett ), "My Spot in the World" (cantada por Lauren Christy ) y "Cruella De Vil 2000" (más conocida como "Cruella De Vil (102 Dálmatas)", cantada por Camara Kambon y Mark Campbell de Jack Mack and the Heart Attack , una derivación de "Cruella de Vil").
La película está dedicada a la memoria del camarógrafo Mike Roberts, quien murió antes de su estreno.

## Curiosidades
- El automóvil de Cruella De Vil es un Panther De Ville.
- En el póster de la película "llueven perros" y se ve una perrita sin manchas: es Albina (Blanquita en España).
- Fue nominada a un Premio Oscar a mejor vestuario.
- En el filme, Cruella, LePelt, Alonso, Chloe, Kevin, Garcilaso y los perritos toman el Expreso de Oriente de Londres a París.
- Para el doblaje de Hispanoamérica, en la escena donde Garcilaso y Albina están en el auto de Cruella De Vil, Garcilaso dice: «Es horrible, horrible» haciendo referencia al show de televisión El Lonje Moco, protagonizado por Eugenio Derbez. Además él es quien pone la voz de Garcilaso en el doblaje de Hispanoamérica.
- La actriz, modelo, ex-vedette y coreógrafa argentina Reina Reech fue quien puso su voz para Cruella De Vil en el doblaje a Latinoamérica.

## Videojuego
En 2000 se lanzó un videojuego basado libremente en la película, titulado 102 Dálmatas: Cachorros al rescate, con Frankie Muniz como la voz de Domino, Molly Marlette como la voz de Oddball y Susanne Blakeslee como la voz de Cruella. Horace y Jasper también aparecieron en el juego a pesar de no estar presentes en la película.